# دوبرچ
دوبرچ (به لهستانی:  Dobrcz) یک روستا در لهستان است که در گمینا دوبرچ واقع شده‌است.